# Pristimantis maculosus
Pristimantis maculosus es una especie de anfibio anuro de la familia Craugastoridae.

## Distribución
Esta especie es endémica de Colombia. Habita entre los 2560 y 2900 metros sobre el nivel del mar en la Cordillera Central:
- en los municipios de Sonsón y Belmira en el departamento de Antioquia;
- en los municipios de Pensilvania y Samaná en el departamento de Caldas.[4]

## Publicación original
- Lynch, 1991 : New diminutive Eleutherodactylus from the Cordillera Central of Colombia (Amphibia: Leptodactylidae). Journal of Herpetology, vol. 25, n.º 3, p. 344-352.[5]